# Betsukai, Hokkaidō
Betsukai (別海町 Betsukai-chō) là thị trấn thuộc huyện Notsuke, phó tỉnh Nemuro, Hokkaidō, Nhật Bản. Tính đến ngày 1 tháng 10 năm 2020, dân số ước tính thị trấn là 14.380 người và mật độ dân số là 11 người/km2. Tổng diện tích thị trấn là 1.320,15 km2.

## Địa lý

### Khí hậu
| Dữ liệu khí hậu của Betsukai, Hokkaidō   | Dữ liệu khí hậu của Betsukai, Hokkaidō | Dữ liệu khí hậu của Betsukai, Hokkaidō | Dữ liệu khí hậu của Betsukai, Hokkaidō | Dữ liệu khí hậu của Betsukai, Hokkaidō | Dữ liệu khí hậu của Betsukai, Hokkaidō | Dữ liệu khí hậu của Betsukai, Hokkaidō | Dữ liệu khí hậu của Betsukai, Hokkaidō | Dữ liệu khí hậu của Betsukai, Hokkaidō | Dữ liệu khí hậu của Betsukai, Hokkaidō | Dữ liệu khí hậu của Betsukai, Hokkaidō | Dữ liệu khí hậu của Betsukai, Hokkaidō | Dữ liệu khí hậu của Betsukai, Hokkaidō | Dữ liệu khí hậu của Betsukai, Hokkaidō |
| Tháng                                    | 1                                      | 2                                      | 3                                      | 4                                      | 5                                      | 6                                      | 7                                      | 8                                      | 9                                      | 10                                     | 11                                     | 12                                     | Năm                                    |
| ---------------------------------------- | -------------------------------------- | -------------------------------------- | -------------------------------------- | -------------------------------------- | -------------------------------------- | -------------------------------------- | -------------------------------------- | -------------------------------------- | -------------------------------------- | -------------------------------------- | -------------------------------------- | -------------------------------------- | -------------------------------------- |
| Cao kỉ lục °C (°F)                       | 8.4 (47.1)                             | 9.9 (49.8)                             | 16.3 (61.3)                            | 27.3 (81.1)                            | 36.6 (97.9)                            | 34.7 (94.5)                            | 35.1 (95.2)                            | 35.4 (95.7)                            | 31.9 (89.4)                            | 25.5 (77.9)                            | 21.0 (69.8)                            | 14.2 (57.6)                            | 36.6 (97.9)                            |
| Trung bình ngày tối đa °C (°F)           | −1.2 (29.8)                            | −0.9 (30.4)                            | 3.0 (37.4)                             | 9.3 (48.7)                             | 14.9 (58.8)                            | 17.8 (64.0)                            | 21.2 (70.2)                            | 22.8 (73.0)                            | 20.7 (69.3)                            | 15.5 (59.9)                            | 8.7 (47.7)                             | 1.6 (34.9)                             | 11.1 (52.0)                            |
| Trung bình ngày °C (°F)                  | −6.7 (19.9)                            | −6.5 (20.3)                            | −1.9 (28.6)                            | 3.6 (38.5)                             | 8.7 (47.7)                             | 12.3 (54.1)                            | 16.2 (61.2)                            | 18.1 (64.6)                            | 15.4 (59.7)                            | 9.5 (49.1)                             | 2.9 (37.2)                             | −3.8 (25.2)                            | 5.6 (42.2)                             |
| Tối thiểu trung bình ngày °C (°F)        | −13.6 (7.5)                            | −13.8 (7.2)                            | −7.7 (18.1)                            | −1.8 (28.8)                            | 3.1 (37.6)                             | 7.9 (46.2)                             | 12.4 (54.3)                            | 14.3 (57.7)                            | 10.5 (50.9)                            | 3.3 (37.9)                             | −3.2 (26.2)                            | −10.1 (13.8)                           | 0.1 (32.2)                             |
| Thấp kỉ lục °C (°F)                      | −31.3 (−24.3)                          | −33.7 (−28.7)                          | −25.4 (−13.7)                          | −14.2 (6.4)                            | −6.0 (21.2)                            | −2.7 (27.1)                            | 1.8 (35.2)                             | 4.1 (39.4)                             | −0.7 (30.7)                            | −7.0 (19.4)                            | −15.6 (3.9)                            | −23.8 (−10.8)                          | −33.7 (−28.7)                          |
| Lượng Giáng thủy trung bình mm (inches)  | 38.2 (1.50)                            | 27.4 (1.08)                            | 55.2 (2.17)                            | 79.0 (3.11)                            | 107.2 (4.22)                           | 111.4 (4.39)                           | 121.9 (4.80)                           | 154.9 (6.10)                           | 184.2 (7.25)                           | 125.9 (4.96)                           | 79.0 (3.11)                            | 63.8 (2.51)                            | 1.148 (45.20)                          |
| Lượng tuyết rơi trung bình cm (inches)   | 84 (33)                                | 72 (28)                                | 75 (30)                                | 26 (10)                                | 1 (0.4)                                | 0 (0)                                  | 0 (0)                                  | 0 (0)                                  | 0 (0)                                  | 0 (0)                                  | 11 (4.3)                               | 66 (26)                                | 330 (130)                              |
| Số ngày giáng thủy trung bình (≥ 1.0 mm) | 6.4                                    | 5.0                                    | 7.8                                    | 9.0                                    | 10.7                                   | 9.7                                    | 11.1                                   | 12.1                                   | 11.6                                   | 9.4                                    | 8.7                                    | 7.9                                    | 109.4                                  |
| Số ngày tuyết rơi trung bình (≥ 3 cm)    | 10.1                                   | 8.2                                    | 8.6                                    | 3.2                                    | 0.2                                    | 0                                      | 0                                      | 0                                      | 0                                      | 0                                      | 1.4                                    | 7.6                                    | 39.3                                   |
| Số giờ nắng trung bình tháng             | 146.3                                  | 150.4                                  | 181.3                                  | 163.6                                  | 165.8                                  | 132.0                                  | 108.6                                  | 117.4                                  | 138.2                                  | 158.0                                  | 148.7                                  | 143.7                                  | 1.756                                  |
| Nguồn: Cục Khí tượng Nhật Bản            |                                        |                                        |                                        |                                        |                                        |                                        |                                        |                                        |                                        |                                        |                                        |                                        |                                        |